# Andreas Leykam

Andreas Leykam

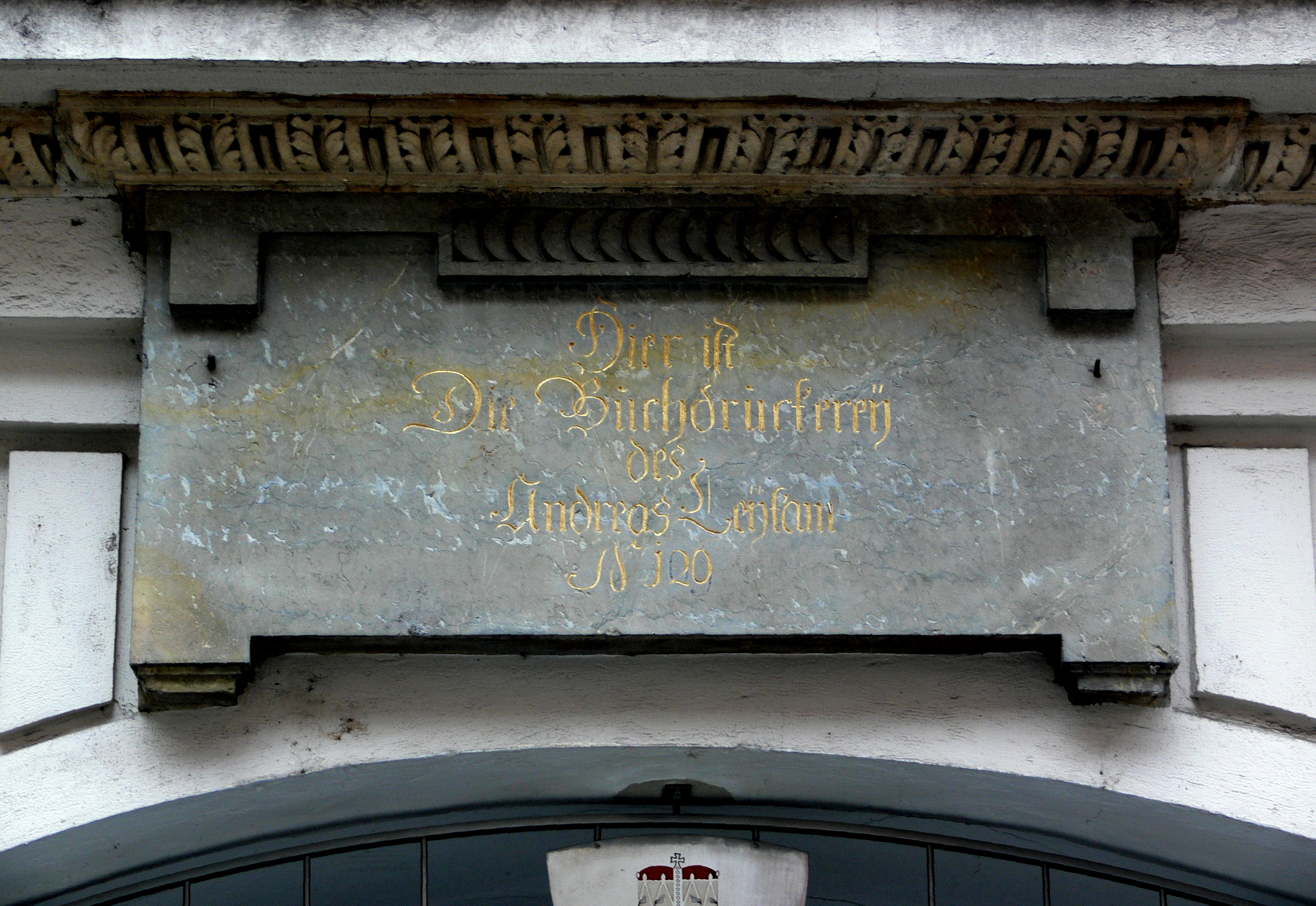
Ladenschild von Leykams Buchdruckerei in Graz, Stempfergasse 3 (Buchhandlung Leykam: 1806 – März 2015)

Andreas Leykam (* verm. 1752 in Mainz; † 12. November 1826 in Graz) war ein Buchdrucker und Verleger.
Leykam hatte das Druckerhandwerk bei Thomas von Trattner in Wien erlernt. 1776 kam er nach Graz, wo er zunächst als Gehilfe in der Druckerei Widmanstetter arbeitete, ehe er 1781 eine eigene Druckerei gründete. Die Erlaubnis hierzu hatte ihm am 30. September 1781 Kaiser Joseph II. erteilt, wodurch das bisherige Druckmonopol der Druckerei Widmanstetter hinfällig wurde. 1793 erwarb er die bereits seit 1517 bestehende Leuzendorfer Papiermühle und erweiterte das Unternehmen zur größten Papierfabrik der habsburgischen Monarchie. Zudem baute Leykam seine Geschäfte durch weitere Zukäufe aus, so übernahm er beispielsweise 1806 die Widmanstettersche Druckerei. Das Unternehmen besteht bis heute in Form der Leykam Medien AG fort. Die 1883 abgetrennte Papiersparte gehört seit 1997 zu Sappi.

## Belege
1. ↑  Robert Preis: Buchhandlung Leykam sperrt 2015 zu kleinezeitung.at, 7. November 2014, abgerufen am 3. Januar 2023.
2. ↑  Leykam AG. In: aeiou.at. AEIOU, abgerufen am 21. Juni 2016.

| Personendaten    | Personendaten                             |
| ---------------- | ----------------------------------------- |
| NAME             | Leykam, Andreas                           |
| KURZBESCHREIBUNG | österreichischer Buchdrucker und Verleger |
| GEBURTSDATUM     | um 1752                                   |
| GEBURTSORT       | Mainz                                     |
| STERBEDATUM      | 12. November 1826                         |
| STERBEORT        | Graz                                      |